# Faia (Sernancelhe)
Faia es una freguesia portuguesa del concelho de Sernancelhe, con 3,27 km² de superficie y 171 habitantes (2001). Su densidad de población es de 52,3 hab/km².